# Melissa Tillner
Melissa Nair Tillner Galeano (Asunción, 26 de junio de 2000) es una Para atleta de Paraguay que compite principalmente en eventos de velocidad de categoría T12. Tiene discapacidad visual desde los once años de edad.

Culminó sus estudios universitarios en el 2023, recibiendo el título de  Licenciada en Relaciones Públicas y Recursos Humanos y actualmente cursando la Especilización en Didáctica Universitaria.

## Carrera
Junto a Rodrigo Hermosa, se convirtió en la primera deportista paraguaya en los Juegos Paralímpicos en el debut del país en Tokio 2020. Allí compitió en la prueba de 100 metros T12, terminando tercera en su serie y logrando su mejor marca personal con 14,77'.
Ha participado en dos ediciones de los Juegos Parapanamericanos: en Lima 2019 y Santiago 2023, fue abanderada del país durante la ceremonia de inauguración de ambas ediciones, en Santiago junto al ciclista Iván Cáceres. En 2023 compitió en tres pruebas: 100 m, 200 m y 400 m, quedando en quinto lugar en esta última.
Se espera que compita en los Juegos Paralímpicos de Verano de 2024 en París en los eventos de 100 m T12 y 200 m T12.